# 王玉山 (1944年)
王玉山（1944年7月—），蒙古族，内蒙古自治区赤峰市人，中华人民共和国政治人物。

## 生平
1966年4月，加入中国共产党。1991年11月至1995年4月，任中共呼盟委副书记、行署盟长。1993年3月，当选为第八届全国人民代表大会代表。1995年4月至2005年1月，任内蒙古自治区政协七届、八届、九届秘书长。2005年1月，任自治区政协港澳台侨联络和外事委员会主任。